# 명인고등학교
명인고등학교(明仁高等學校)는 대한민국 경상북도 성주군 선남면 도성리에 있는 사립 고등학교이다.

## 학교 연혁
- 1969년 11월 18일 : 학교법인 명인학원 인가
- 1969년 12월 30일 : 명인중학교 설립 인가
- 1970년 5월 13일 : 명인중학교 개교
- 1971년 3월 5일 : 초대 교장 박재준 취임
- 1979년 11월 21일 : 명인여자상업고등학교 설립 인가
- 1980년 5월 13일 : 명인여자상업고등학교 개교
- 1981년 11월 30일 : 정보처리과 증설 인가로 총 12학급
- 1997년 9월 1일 : 종합실습실 설치
- 1998년 8월 1일 : 시각디자인실습실 설치
- 1999년 2월 1일 : 멀티미디어실 설치
- 1999년 3월 1일 : 명인여자상업고등학교를 명인정보고등학교로 교명 변경
- 1999년 8월 1일 : 급식소 신축
- 2000년 11월 1일 : 명인정보고등학교 남녀 공학 승인
- 2007년 8월 6일 : 특성화고등학교로 승인
- 2010년 8월 31일 : 생활관(기숙사 60인실) 신축 및 급식소 개축
- 2012년 5월 17일 : 다목적 강당 준공
- 2017년 5월 30일 : 세무회계과, 외식조리과, 제과제빵과로 학과 개편
- 2020년 3월 1일 : 명인정보고등학교를 명인고등학교로 교명 변경
- 2021년 3월 1일 : 제4대 교장 백경애 취임
- 2022년 3월 1일 : 자율학교 재지정(2022.3.1.~ 2024.2.28.)
- 2022년 3월 1일 : 세무회계과를 펫카페경영과로 학과 개편
- 2023년 12월 28일 : 중학교 제52회 13명 졸업 (누적 4,420명)
- 2023년 12월 28일 : 고등학교 제42회 55명 졸업(누적 4,346명)

## 설치 학과
- 제과제빵과
- 외식조리과
- 펫카페경영과

## 참고 자료
- 명인고등학교 - 한국교육학술정보원 학교알리미